# Wasser- und Schifffahrtsdirektion Hannover

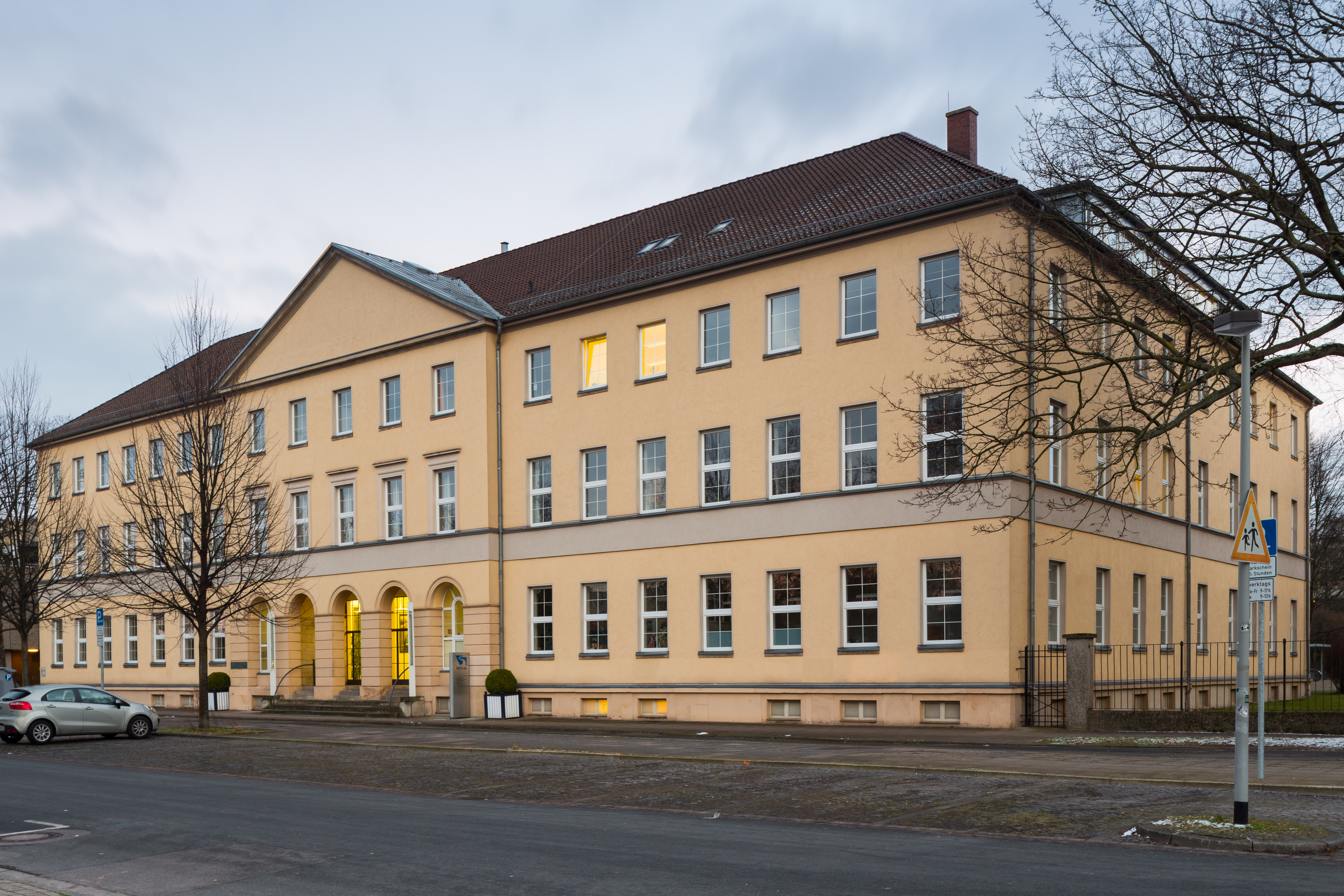
Sitz in der früheren Infanteriekaserne 1 am Waterlooplatz

Die Wasser- und Schifffahrtsdirektion Hannover (WSD Hannover) oder Wasser- und Schifffahrtsdirektion Mitte (WSD Mitte), seit 2013 Generaldirektion Wasserstraßen und Schifffahrt (GDWS) – Außenstelle Mitte war eine Bundesmittelbehörde und dem Bundesministerium für Verkehr, Bau und Stadtentwicklung (BMVBS) nachgeordnet. Der Sitz war in Hannover.
Am 1. Mai 2013 wurde die Behörde zunächst eine Außenstelle der Generaldirektion Wasserstraßen und Schifffahrt (GDWS) und mit dem Inkrafttreten des WSV-Zuständigkeitsanpassungsgesetzes am 1. Juni 2016 zum Standort Hannover der GDWS.

## Zuständigkeit
Die Wasser- und Schifffahrtsdirektion Mitte war zuständig für die Gewährleistung der Sicherheit und die Leichtigkeit des Verkehrs auf den Bundeswasserstraßen Mittellandkanal (bis MLK-km 318,4 bei Magdeburg), Elbe-Seitenkanal, Weser (bis Weser-km 354,19 bei Dreye), Werra, Fulda, Aller, Leine sowie den Talsperren Edersee und Diemelsee.
Die Behörde hatte in diesem Zusammenhang für die Unterhaltung und den Neu- und Ausbau dieser Wasserstraßen zu sorgen. Sie war zuständig für die Gefahrenabwehr, den Betrieb der Schifffahrtsanlagen wie Wehre, Schleusen, Schöpfwerke und das Schiffshebewerk Lüneburg. Sie hatte die Schifffahrtszeichen auf den Wasserstraßen ihres Zuständigkeitsbereichs zu setzen. Die Wasser- und Schifffahrtsdirektion als Strompolizei lenkte und regelte den Verkehr auf den Wasserstraßen, untersuchte dort verkehrende Schiffe auf ihre Sicherheit, erteilte Befähigungsnachweise zum Betreiben von Schiffen und hatte Umweltschäden durch Schiffe zu verhüten.

## Nachgeordnete Behörden
Der Wasser- und Schifffahrtsdirektion Mitte waren folgende Behörden unterstellt:
- Wasser- und Schifffahrtsamt Hann. Münden, dann Wasserstraßen- und Schifffahrtsamt Hann. Münden, 2020 aufgegangen im Wasserstraßen- und Schifffahrtsamt Weser.
- Wasser- und Schifffahrtsamt Verden, dann Wasserstraßen- und Schifffahrtsamt Verden, 2020 aufgegangen im Wasserstraßen- und Schifffahrtsamt Weser.
- Wasser- und Schifffahrtsamt Minden, dann Wasserstraßen- und Schifffahrtsamt Minden, 2020 aufgegangen im Wasserstraßen- und Schifffahrtsamt Mittellandkanal / Elbe-Seitenkanal.
- Wasser- und Schifffahrtsamt Braunschweig, dann Wasserstraßen- und Schifffahrtsamt Braunschweig, 2020 aufgegangen im Wasserstraßen- und Schifffahrtsamt Mittellandkanal / Elbe-Seitenkanal.
- Wasser- und Schifffahrtsamt Uelzen, dann Wasserstraßen- und Schifffahrtsamt Uelzen, 2020 aufgegangen im Wasserstraßen- und Schifffahrtsamt Mittellandkanal / Elbe-Seitenkanal.
- Neubauamt Hannover
- Wasserstraßen-Neubauamt Helmstedt

## Geschichte
Im Verlauf ihrer Geschichte hatte die Behörde unterschiedliche Bezeichnungen:
- 1823–1869: Generaldirektion des Wasserbaus in Hannover;
- 1896–1918: Weserstrombauverwaltung;
- 1918–1949: Wasserstraßendirektion Hannover;
- 1949–2013: Wasser- und Schifffahrtsdirektion (WSD) Hannover bzw. Mitte (Bundesmittelbehörde)
- und ab 2013: Generaldirektion Wasserstraßen und Schifffahrt (GDWS) – Außenstelle Mitte.[1]